# Roztoka Stawiańska

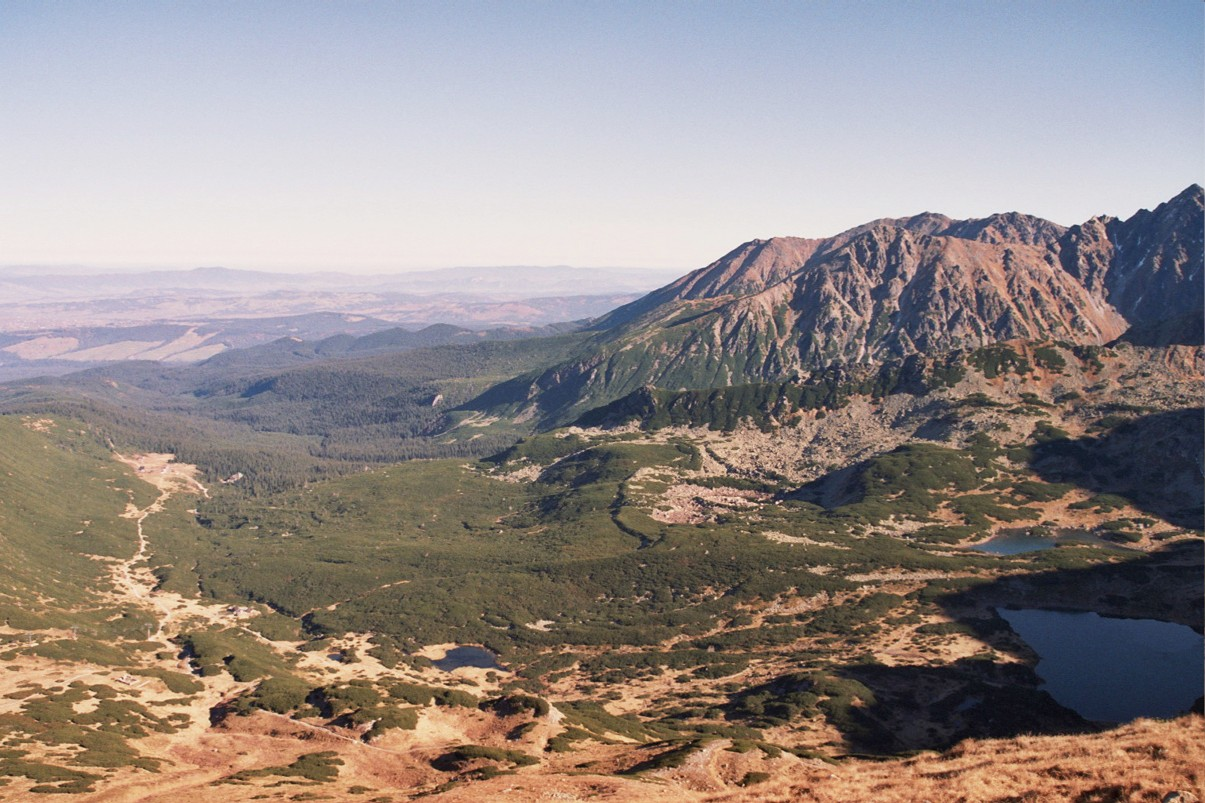
Roztoka Stawiańska

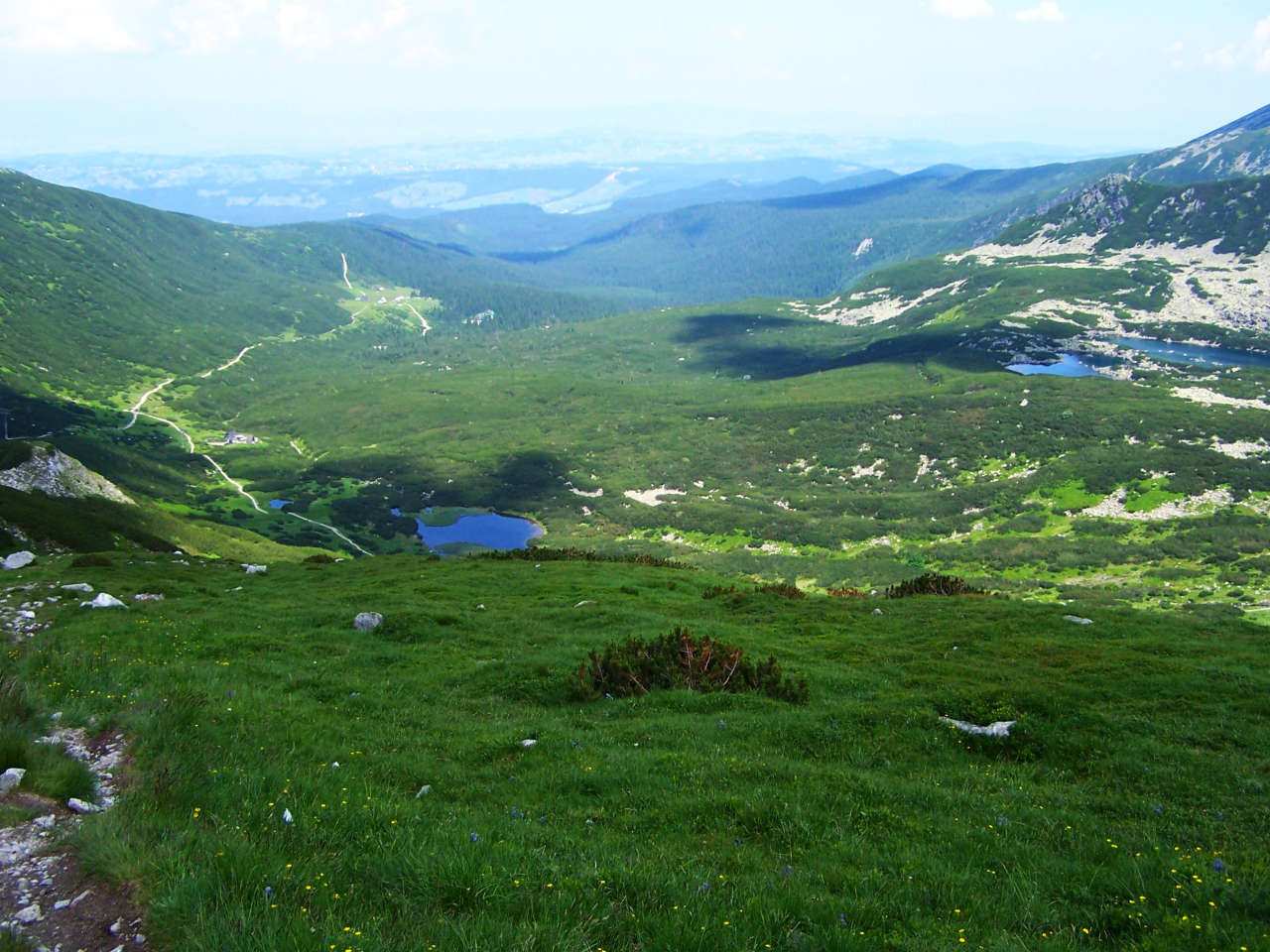
Dolina Zielona Gąsienicowa

Roztoka Stawiańska – rozległa rówień w Dolinie Zielonej Gąsienicowej w Tatrach, obejmująca duży płaski teren pomiędzy zboczami Małego Kościelca, Uhrocia Kasprowego, Kasprowego Wierchu i Beskidu. Znajduje się w centralnej części Doliny Gąsienicowej, na wysokości ok. 1510–1660 m n.p.m. Teren zarzucony jest głazami, dawniej stanowił tereny wypasowe Hali Gąsienicowej, obecnie jest niemal w całości porośnięty kosówką.
Nazwa pochodzi od licznych występujących tu stawów. Są to: Jedyniak, Samotniak, Dwoiśniak, Troiśniak, Litworowy Staw Gąsienicowy, Dwoisty Staw Gąsienicowy i Mokra Jama.
Na Roztoce Stawiańskiej znajdują się też liczne niewielkie strumyki, których woda często zanika, wpływając do podziemnych szczelin pomiędzy głazami.

## Szlaki turystyczne
Obrzeżami Roztoki Stawiańskiej prowadzi kilka szlaków:
 – żółty od schroniska „Murowaniec” przez Gienkowe Mury na Kasprowy Wierch. Czas przejścia: 1:25 h, ↓ 1:05 h
 – czarny z Roztoki Stawiańskiej na Świnicką Przełęcz.
- Czas przejścia od rozgałęzienia ze szlakiem żółtym: 1:25 h, ↓ 1:05 h
- Czas przejścia od Murowańca: 1:55 h, ↓ 1:30 h

 – zielony z Roztoki Stawiańskiej na przełęcz Liliowe.
- Czas przejścia od rozgałęzienia ze szlakiem żółtym: 50 min, ↓ 35 min
- Czas przejścia od Murowańca: 1:30 h, ↓ 1:10 h

 – niebieski od schroniska Murowaniec do Czarnego Stawu Gąsienicowego. Czas przejścia: 30 min, ↓ 20 min.